# Bildstock (Hohn, Bildäcker)

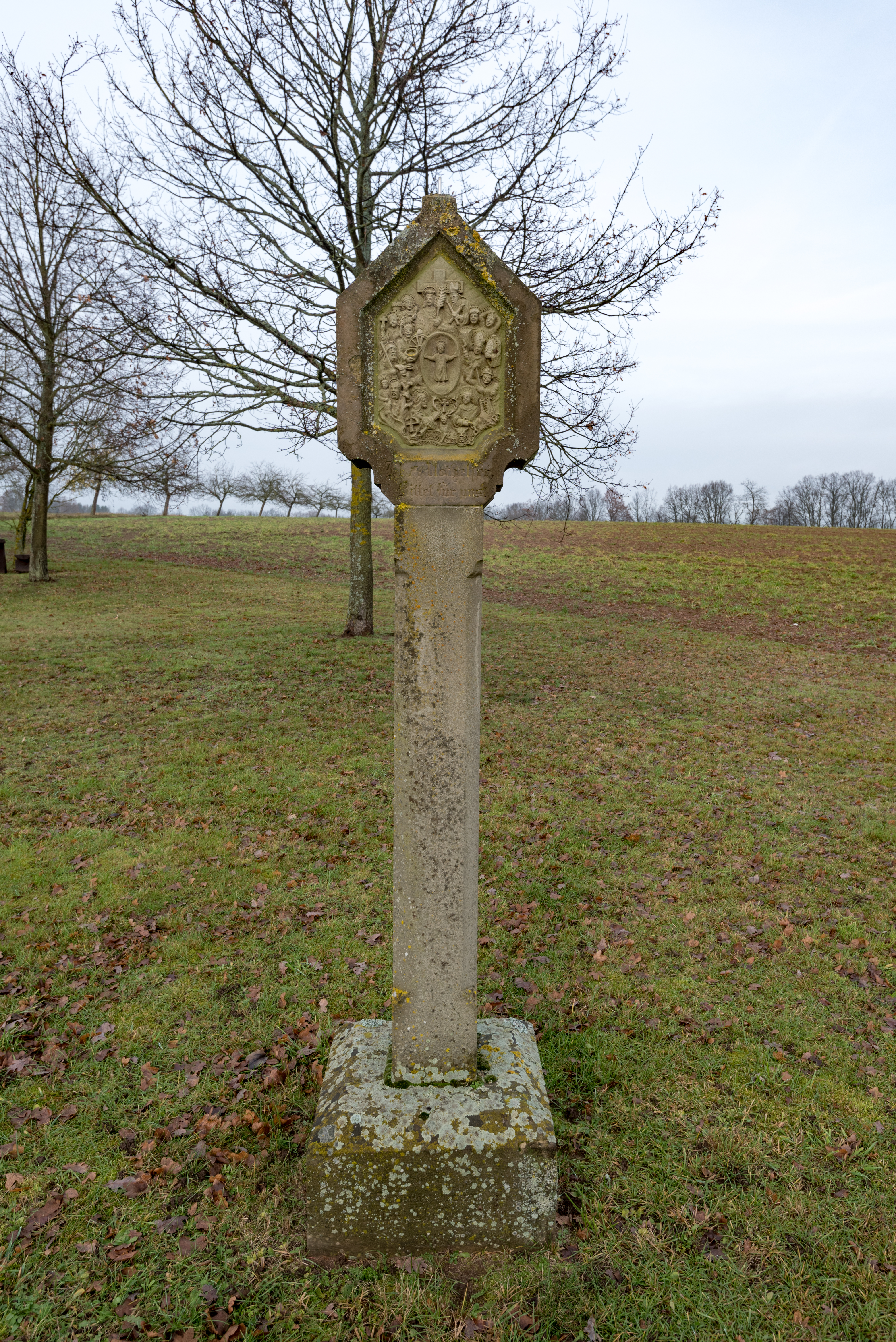
Bildstock in Hohn auf dem Flurstück Badäcker

Der Bildstock Badäcker ist ein Flurdenkmal in Hohn, einem Gemeindeteil im Markt Bad Bocklet im unterfränkischen Landkreis Bad Kissingen. Er befindet sich in der Flur Badäcker auf der Straße nach Steinach. Der Bildstock gehört zu den Baudenkmälern von Bad Bocklet und ist unter der Nummer D-6-72-112-63 in der Bayerischen Denkmalliste registriert.

## Beschreibung
Der 293 cm hohe Bildstock besteht aus Sandstein und entstand im Jahr 1887. Der dreiteilige Bildstock besteht aus in den Jahren 1972 bis 1974 erneuertem Sockel und Schaft aus weißem Sandstein und einem reparierten Tafelhaus aus rotem Sandstein. Die Tafel zeigt ein Bildnis der Vierzehn Nothelfer.
Der Bildstock steht auf einer prismatischen Basis mit oben geschrägten Kanten (Länge: 60 cm, Breite: 58 cm, bis 42 cm gerade, bis 46 cm etwa 5 cm breite Schräge). Der Sockelschaft hat die Maße 22 cm × 22 cm mit geraden, ab 24 cm Höhe geschrägten Schaftkanten 6 cm und einem Kapitell (Höhe: 17 cm, Grundfläche: 22 cm × 22 cm). Der Schaft hat eine Gesamthöhe von 178 cm. Die Tafelbasis schwingt über eine Hohlkehle von 22 cm auf 50 cm Breite aus. Die Tafelhöhe beträgt 73 cm, die Tiefe 22 cm. Die Tafel ist mit einem spitzen Giebel und einem etwa 20 cm hohen Abschlusskreuz ausgestattet.
Unterhalb der Tafel befindet sich in gotischen Groß- und Kleinbuchstaben folgende Inschrift:

„Hl. 14 Nothelfer

Bittet für uns!“

Am Sockel findet sich folgende Stiftungsinschrift:

„Stifter

Andreas Bauer u. dessen Ehefrau Josefina

1887“